# Convoi PQ 2
Le convoi PQ 2 est le nom de code d'un convoi allié durant la Seconde Guerre mondiale. Les Alliés cherchaient à ravitailler l'URSS qui combattait leur ennemi commun, le Troisième Reich. Les convois de l'Arctique, organisés de 1941 à 1945, avaient pour destination le port d'Arkhangelsk, l'été, et Mourmansk, l'hiver, via l'Islande et l'océan Arctique, effectuant un voyage périlleux dans des eaux parmi les plus hostiles du monde.
Il part de Liverpool en Angleterre le 13 octobre 1941 et arrive à Arkhangelsk en URSS le 30 octobre 1941.

## Composition du convoi
Ce convoi est constitué de 6 cargos tous britanniques :
| Nom                  | Nationalité | Tonnage (Tonneaux) | Notes                                                                          |
| -------------------- | ----------- | ------------------ | ------------------------------------------------------------------------------ |
| Empire Baffin (1941) | Royaume-Uni | 6 978              |                                                                                |
| Harpalion (1932)     | Royaume-Uni | 5 486              |                                                                                |
| Hartlebury (1934)    | Royaume-Uni | 5 082              |                                                                                |
| Kheti (1927)         | Royaume-Uni | 2 734              | Transporteur de munitions. N’a pas navigué au-delà de Scapa Flow avec le PQ 2. |
| Orient City (1940)   | Royaume-Uni | 5 095              |                                                                                |
| Queen City (1924)    | Royaume-Uni | 4 814              |                                                                                |
| Temple Arch (1940)   | Royaume-Uni | 5 138              |                                                                                |

## L'escorte
L'escorte varie au cours de la traversée. Une escorte principale reste tout au long du voyage.
| Naom               | Type              | Nationalité       | Durée de l'escorte |
| ------------------ | ----------------- | ----------------- | ------------------ |
| HMS Bramble (J11)  | Dragueur de mines | Royal Navy        | 17-30 octobre      |
| HMS Eclipse (H08)  | Destroyer         | Royal Navy        | 17-30 octobre      |
| HMS Gossamer (J63) | Dragueur de mines | Royal Navy        | 29-30 octobre      |
| HMS Hussar (J82)   | Dragueur de mines | Royal Navy        | 29-30 octobre      |
| HMS Icarus (D03)   | Destroyer         | Royal Navy        | 17-30 octobre      |
| HMS Leda (J93)     | Dragueur de mines | Royal Navy        | 29-30 octobre      |
| HMS Norfolk (78)   | Croiseur lourd    | Royal Navy        | 18-30 octobre      |
| HMS Seagull (J85)  | Dragueur de mines | Royal Navy        | 14-30 octobre      |
| HMS Speedy (J17)   | Dragueur de mines | Royal Navy        | 14-30 octobre      |
| Uritski            | Destroyer         | Marine soviétique | 29-30 octobre      |
| Valerian Kuybyshev | Destroyer         | Marine soviétique | 29-30 octobre      |

## Le voyage

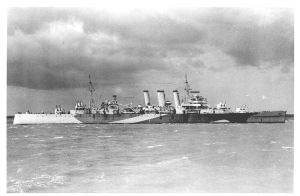
Le croiseur HMS Norfolk

Le 17 octobre, le convoi est rejoint par le HMS Eclipse, le HMS Bramble et le HMS Icarus. Puis, le lendemain, le croiseur lourd HMS Norfolk arrive en renfort. Enfin, aux abords des eaux soviétiques, trois chasseurs de mines les rejoint (HMS Hussar, HMS Gossamer et HMS Leda).
En conclusion, le voyage s'est déroulé sans problème.

### Sources
- (en) Cet article est partiellement ou en totalité issu de l’article de Wikipédia en anglais intitulé « Convoy PQ 2 » (voir la liste des auteurs).